# 里歩寿
里 歩寿（さと ありす、1993年10月25日 - ）は、日本の奄美シマ唄の唄者（民謡歌手）、歌手。

## 概要
奄美大島の南西部に位置する瀬戸内町はシマ唄の二大流派の内の東唄（ひぎゃうた）の中心地である。古仁屋で3歳からヤマハ音楽教室に通い、4歳からは兄朋樹とともに、中野律紀、元ちとせらの奄美民謡大賞受賞者をした輩出した唄者中野豊成（律紀の叔父）の教室「あさばな会」でシマ唄と三味線を習い始めた。毎日兄妹2人の掛け合いでシマ唄を歌うことで、みるみる上達し、2003年には小学生にして兄妹のCD『大樹のうた』が発売された。
2010年、高校2年生の時に「嘉徳なべ加那節」で奄美民謡大賞を受賞。1996年に高校3年生の元ちとせが同じ「嘉徳なべ加那節」を唄って樹立した最年少受賞記録を更新して、注目を浴びた。2011年には元ちとせが司会を努めるNHK BS 2の『Amazing Voice 驚異の歌声』でも、奄美シマ唄の新星として紹介された。若々しく、伸びのある高音が出色。
2014年11月ドイツ（ベルリン）国会議事堂にて奄美島唄を披露。
関西の大学を卒業後、関東を拠点に関西、愛知県の奄美料理店等でもライブを行い、奄美、沖縄関連のイベント、郷友会などでシマ唄を披露している。ソロのライブのほか、兄朋樹との共演、同じ奄美大島でも歌い方が異なる笠利唄の里アンナとの競演ライブも行っている。
2020年、奄美出身の実力派唄者4人からなる女性コーラスユニットあゆたーりのメンバーとして活動を開始。7月31日にデビュー曲「煌く」が配信リリースとなった。

## 経歴
- - 1993年10月25日 - 鹿児島県大島郡瀬戸内町古仁屋生まれ。
  - 1997年 - 瀬戸内町古志出身の唄者中野豊成に師事。
  - 2003年1月 - 兄里朋樹のCD『大樹のうた』で囃子を務める。
  - 2006年　〜民謡民舞少年少女奄美連合大会3年連続最優秀賞受賞。
  - 2007年 - 「第28回奄美民謡大賞」少年の部・最優秀賞。
  - 2008年7月 - 「平成20年鹿児島県民謡王座決定戦」少年の部・優勝。
  - 2009年 - 鹿児島県立大島高等学校入学。
  - 2010年3月 -「奄美シマ唄日本一大会」グランプリ受賞。
  - 2010年5月8日 - 「第31回奄美民謡大賞」青年の部・最優秀賞、奄美民謡大賞受賞[3]。
  - 2010年10月17日 - 東京都港区六本木で『東京デビュー・ライヴ』を行う。
  - 2010年11月7日 - 琉球フェスティバル2010（大阪城音楽堂）
  - 2012年3月2日 - ファーストアルバム『アリス』発売。
  - 2013年10月27日 - 琉球フェスティバル2013（大阪城音楽堂）出演
  - 2014年10月5日 - 琉球フェスティバル2014第20回記念！（大阪城音楽堂）出演
  - 2018年8月18日 - 新潟県佐渡市で開催された野外フェス、アースセレブレーションハーバーマーケットライブ「奄美ナイト〜島の響き〜」に元ちとせ、里アンナ、鼓童らと出演し翌日には佐渡市でシマウタワークショップを開催。
  - 2018年11月28日から全国11か所で開催の民音55周年記念公演「グローバルセッションVOICE心を結ぶ世界の歌声」にアメリカのゴスペル歌手パリス・ロンドン、スイスのヨーデル歌手シモーネ・フェルバーらと出演。
- 2020年、奄美出身の実力派唄者4人からなる女性コーラスユニットあゆたーりのメンバーとして活動を開始。7月31日にデビュー曲「煌く」が配信リリースとなった。

## テレビ出演
- 2002年8月『24時間テレビ愛は地球を救う』
- 2010年11月5日 - 『めざましテレビ』（フジテレビジョン）
- 2011年4月21日 - 『Amazing Voice 驚異の歌声』「アジアの島々（3）奄美からセレベスの海へ」（NHK BSプレミアム）（NHKオンデマンドあり）
- 2012年10月20日 - 『それいけ!民謡うた祭り』「大阪府大東市」（NHK総合）
- 2015年1月7日 - 『THEカラオケ★バトル』（テレビ東京）

- 2021年2月28日 ,-　『民謡魂』NHK総合

## ラジオ出演
- 『吉木りさのタミウタ』（NHK-FM）
- Kiss FM KOBE
- あまみエフエムディ！ウェイブ
- 日本の民謡（NHK-FM）

## CD

### アルバム
- 『アリス』（2012年3月2日発売、セントラル楽器 C-40）

1. 朝花節
2. 長朝花節
3. 俊良主節
4. くばの葉
5. ヨイスラ節
6. かんつめ
7. 嘉徳なべ加那
8. 長雨切りゃがり
9. 諸鈍長浜
10. 城流れ
11. 野茶坊節
12. 長菊女
13. 豊年節
14. 渡しゃ
15. ワイド節

### 参加作品

#### CD
- 『大樹のうた』（2003年1月、セントラル楽器 C-21）唄：里朋樹、囃子：里歩寿
- 『美しき奄美のうた』（2003年5月21日、日本コロムビア COCJ-32192）- M18「いとぅ」を収録。
- 『美しき奄美のうた 八月踊り』（2003年12月17日、日本コロムビア COCJ-32516）- M15「糸くり節」、M16「よいすら節」を収録。
- 『日本乃音選曲集 NIPPON NOTE SONG SELECTION』（2018年1月、ASOVIVA）- M11「行きゅんにゃ加那」、M12「ワイド節」、M13「六調」を収録。
- 2019年『アイヌと奄美』「奄美編②(SPACE SHOWER MUSIC PECF-3226」M14に「行きゅんにゃ加那節」を収録.

囃子でM7M14に参加。

#### 配信
- 2020年7月31日あゆたーり「煌めく」（作詞：あゆたーり、作曲：島野聡

## - DVD -

### 
- 『奄美・琉球フェスティバル』（2014年、瀬戸内ケーブルテレビ）